# Maha Chakkraphat
Maha Chakkraphat (tiếng Thái: มหาจักรพรรดิ) (nghĩa đen được dịch là Hoàng đế vĩ đại) (1509 – 1569) là vị vua của vương quốc Ayutthaya 1548 – 1564 và 1568 đến 1569. Nguyên gọi là Hoàng tử Thianracha, hay hoàng tử Tiến, ông đã được đưa vào ngai vàng của Khun Phiren Thorathep và ủng hộ ông của gia tộc Sukhothai, người đã dàn dựng acoup bằng cách giết chết kẻ cướp ngôi vua Worawongsathirat và Sri Sudachan.

## Hoàng tử của Ayutthaya
Hoàng tử Thianracha (พระเฑียรราชา) là một người con của Ramathibodi II. người em trai ông là Hoàng tử Chairachathirat, 38 mà đã được lên ngôi vua của Ayutthaya vào năm 1534, nâng Thianracha để Uparaja, nhưng đã không trao cho ông danh hiệu Vua của Sukhothai. Thianracha tham gia anh trai của mình trong chiến dịch chống lại Lanna, và trong năm 1546, dẫn đầu cuộc bao vây của Chiang Mai.
Chairacha chết trong năm 1546 và con trai của ông (và cháu trai của Thianracha) Phra Kaewfa thành công để làm vua Yodfa, mẹ Si Suda Chan làm nhiếp chính. Cô đã Yodfa thiệt mạng trong năm 1548 và cuối cùng đưa nhân tình của mình trên ngai vàng như Khun Worawongsathirat. Trước khi làm như vậy tuy nhiên, Thianracha là cô ấy đồng nhiếp chính, nhưng có nhu cầu vẫn còn trung thành với vợ Sri Suriyothai, ông trở thành một nhà sư để tiến ham mê nữ hoàng của mẹ.
" Một ban nhạc của anh em ", cán bộ hưu trí, do Khun Piren tổ chức một cuộc phản đảo chính, giết chết Worawongsathirat và Si Suda Chan. Phiren Thorathep sau đó nâng lên Hoàng tử Thianracha lên ngôi như Phra Maha Chakkraphat.

## Vua của Ayutthaya
Maha Chakkraphat bổ nhiệm Phiren Thorathep đến vị trí của vua Phitsanulok như Maha Thammarachathirat, và cho ông trong cuộc hôn nhân của con gái Sawatdirat. (Maha Chakkraphat đi qua truyền thống bằng cách nâng Phiren Thorathep thay vì một trong những người con trai của ông, nhưng ông, khi vẫn còn Hoàng tử Thianracha, đã tự bao giờ cai trị danh nghĩa của Phitsanulok.) Khun Inthrathep được thưởng nhiếp Nakhon Si Thammarat.

### bao vây đầu tiên của Ayutthaya (1548)
Sau khi thăng thiên Maha Chakkraphat, Vua Tabinshweti của triều đại của Miến Điện Toungoo hành quân đến Ayutthaya, cố gắng tận dụng lợi thế của các biến động ở thủ đô của Xiêm La.
Quân đội Miến Điện dừng lại gần Ayutthaya. Tabinshweti đến với chung tốt nhất của mình, các Uparaja Bayinnaung, phó vương của Prome và Thống đốc basse trong. Maha Chakkraphat cũng đã xuống chiến trường toàn bộ gia đình của mình, bao gồm Sri Suriyothai, các Uparaja tử Ramesuan, và hoàng tử Mahinthrathirat. Ở lĩnh vực Pukaothong, Maha Chakkraphat đã chiến đấu trong trận chiến Voi (Yuttahadhi) chống lại Viceroy của Prome nhưng con voi của ông đã vượt qua và bỏ chạy. Sri Suriyothai sau đó vội vã để cứu chồng nhưng đã được cắt giảm đến chết bởi các phó vương. Hai hoàng tử sau đó đã buộc phải rút lui phó vương.
Người Xiêm sau đó đặt một culverin trên một xà lan và đi thuyền dọc theo sông Chao Phraya để bắn những kẻ thù. Các nhiệm vụ làm việc, quân đội Miến Điện rút lui nhưng sau đó họ bị phục kích tại Kamphaeng Phet quân Xiêm do Hoàng tử Ramesuan và Maha Thammarachathirat. Người Miến Điện tổ chức hai bị giam cầm cho đến khi Maha Chakkraphat bỏ hai voi chiến nam để trao đổi với con trai của mình và Maha Thammarachathirat.

### Chiến tranh trên trắng Voi (1563-1564)
Sau khi cuộc chiến tranh năm 1548, Maha Chakkraphat nhấn mạnh vào chiến đấu với quân đội Miến Điện gần Ayutthaya, vì vậy ông bảo vệ vững chắc thành phố và de-fortified ba thành phố lân cận, Suphanburi, Lopburi và Nakhon Nayok để ngăn chặn sự Miến Điện từ dùng chúng như các căn cứ. Cuộc điều tra đã được thực hiện để lấy được tất cả nhân lực sẵn sàng cho chiến tranh. voi rừng (đặc biệt là con voi trắng) đã bị bắt và tích lũy trong quá trình chuẩn bị đầy đủ quy mô cho chiến tranh.
Bayinnaung đã trở thành vua sau cái chết của Tabinshwehti, và khi nghe về những con voi trắng, yêu cầu hai. Như Maha Chakkraphat từ chối, người Miến Điện vua hành quân đến Ayutthaya với một đội quân lớn. tuyến đường của ông là thông qua các tỉnh miền Bắc kể từ khi ông đã chinh phục Lanna năm 1558 và chiếm Chiang Mai. Phraya Sukhothai và Phra [[Maha Thammaracha đầu hàng khi Sukhothai và Phitsanulok bị bắt. Các thống đốc của Sawankhalok và Phichai trình mà không kháng cự. Tại Chainat, Bayinnaung đụng độ với quân đội Hoàng tử Ramesuan nhưng đã có thể vượt qua. Quân đội Miến Điện sau đó đạt đến Ayutthaya và bao vây lát cẩn thận, bắn phá thành phố nên vô cùng mà Maha Chakkraphat "đồng ý đến mối quan hệ thân thiện với Majesty của Hongsawadi của Ngài." Ngoài ra, ông đã vinh danh bốn con voi trắng và Phra Ramesuan, Phraya Chakri và Phra Songkhram đã được đưa trở lại Pegu làm con tin.
Tại Pegu, vua Maha Chakkraphat bước vào tu. Mặc dù Damrong Rajanubhab khẳng định vua chỉ vào tu viện sau khi con gái của ông Phra Thepkasattri đã bị bắt cóc bởi người Miến Điện, từ bỏ ngai vàng của mình trong nhục. Ông lại tiếp tục quyền hạn vương giả của mình do sự thúc đẩy của con trai ông Mahinthrathirat.

### Triều đại thứ hai
Vào đầu năm 1568, nhà vua bị giam cầm thuyết phục thành công Bayinnaung để cho phép ông trở lại Ayutthaya vào cuộc hành hương. Khi đến nơi, Tháng 5 năm 1568, ông disrobed và nổi dậy. Ông cũng tham gia vào một liên minh với KingSetthathirath của Lan Xang. Ông đã không thể thuyết phục Maha Thammarachathirat của Phitsanulok cùng với ông và con trai của ông trong cuộc nổi dậy. Thammarachathirat vẫn trung thành với Bayinnaung và sống sót sau cuộc bao vây bởi các lực lượng Ayutthaya và Lan Xang cho đến tháng Mười, khi các lực lượng cứu trợ từ Pegu đến. Các đội quân xâm lược đã đặt bao vây thứ ba của Ayutthaya vào tháng 1568. Theo Wyatt, Maha Chakkraphat chết một tháng sau khi cuộc bao vây trong tháng Giêng 1569. Theo hoàng tử Damrong, ông qua đời đôi khi trong cuộc bao vây. Các biên niên sử Miến Điện nói rằng nhà vua qua đời vào ngày 15 tháng 4 năm 1569.

## Reference
1. ↑  Chakrabongse, C., 1960, Lords of Life, London: Alvin Redman Limited
2. ↑  Rajanubhab, D., 2001, Our Wars With the Burmese, Bangkok: White Lotus Co. Ltd., ISBN 9747534584